# Línea 332 (Interurbanos Madrid)
La línea 332 de la red de autobuses interurbanos de Madrid une la Estación Sur con Rivas Pueblo (Rivas-Vaciamadrid).

## Características
Esta línea une Madrid con la zona de Rivas Pueblo de Rivas-Vaciamadrid. El recorrido total tiene una duración media de unos 30 minutos.
La línea no mantiene los mismos horarios todo el año, desde el 16 de julio al 31 de agosto se reducen el número de expediciones los días laborables entre semana (sábados laborables, domingos y festivos tienen los mismos horarios todo el año), además de los días excepcionales vísperas de festivo y festivos de Navidad en los que los horarios también cambian y se reducen.
Está operada por la empresa La Veloz mediante la concesión administrativa VCM-301 - Madrid – Valdelaguna – San Martín de la Vega (Viajeros Comunidad de Madrid) del Consorcio Regional de Transportes de Madrid.

### Frecuencias
| Lunes a viernes laborables (1 sept. - 15 julio)   |                 |
| De 6:15 a 21:30                                   | cada 15 minutos |
| De 21:30 a 24:00                                  | cada 30 minutos |
| Lunes a viernes laborables (16 julio - 31 agosto) |                 |
| De 6:11 a 21:31                                   | cada 20 minutos |
| De 21:31 a 0:51                                   | cada 40 minutos |
| Sábados laborales, domingos y festivos            |                 |
| De 6:30 a 1:30                                    | cada 30 minutos |

| Lunes a viernes laborables (1 sept. - 15 julio)   |                 |
| De 5:15 a 21:00                                   | cada 15 minutos |
| A 21:20 - 21:40 - 22:00 - 22:30                   |                 |
| Lunes a viernes laborables (16 julio - 31 agosto) |                 |
| De 5:21 a 20:41                                   | cada 20 minutos |
| De 20:41 a 0:01                                   | cada 40 minutos |
| Sábados laborales, domingos y festivos            |                 |
| De 5:30 a 24:00                                   | cada 30 minutos |
| A 00:45                                           |                 |

1. ↑  De lunes a viernes lectivos los servicios de las 14:15 y 14:30 pasan por los colegios de la calle Miguel Gila.
2. ↑  De lunes a viernes lectivos los servicios de las 8:00 y 8:30 pasan por los colegios de la calle Miguel Gila.

### Material móvil
| Marca         | Modelo               | Año  | Combustible |
| ------------- | -------------------- | ---- | ----------- |
| Scania        | K320UB4X2LB Citywide | 2018 | Híbrido     |
| Iveco Bus     | Crossway LE          | 2016 | Diésel      |
| Setra         | S 418 LE             | 2020 | Diésel      |
| Mercedes-Benz | O-530 Citaro C2      | 2022 | Híbrido     |

## Recorrido y paradas
NOTA: Debido a las obras del nuevo intercambiador de Conde de Casal, las paradas sombreadas en naranja sustituyen a aquellas sombreadas en rojo, desde el 17 de febrero de 2025 hasta fin de obras.

### Sentido Rivas Pueblo
| Código | Parada                                      | Común con                                        | Conexiones con Metro y Cercanías | Municipio         | Zona |
| ------ | ------------------------------------------- | ------------------------------------------------ | -------------------------------- | ----------------- | ---- |
| 07433  | Av. Mediterráneo - Conde de Casal           | 331 333 334 336 337 339                          | Conde de Casal                   | Madrid            |      |
| 50059  | Estación de Méndez Álvaro                   |                                                  | Méndez Álvaro                    | Madrid            |      |
| 3350   | Mediterráneo-Pérez de Ayala                 | 145 E 331 333 334 339 341                        |                                  | Madrid            |      |
| 3351   | Mediterráneo-Pío Felipe                     | 145 E 331 333 334 339 341                        |                                  | Madrid            |      |
| 3353   | Mediterráneo-Pablo Neruda                   | 63 145 E 312 312A 331 333 334 336 337 339 341    |                                  | Madrid            |      |
| 5150   | Mediterráneo-Politécnico                    | 63 145 312 312A 331 333 334 336 337 339 341      |                                  | Madrid            |      |
| 2612   | Mediterráneo-Democracia                     | 63 145 E 312 312A 331 333 334 336 337 339 341    |                                  | Madrid            |      |
| 07439  | Mediterráneo-Santa Eugenia                  | 312 312A 331 333 334 336 337 339 341 351 352 353 | Santa Eugenia                    | Madrid            |      |
| 16062  | Av. Francisco Quevedo - Av. Técnica         |                                                  |                                  | Rivas-Vaciamadrid |      |
| 15503  | Av. Francisco Quevedo - Mariano Benlliure   |                                                  |                                  | Rivas-Vaciamadrid |      |
| 13251  | Av. Francisco Quevedo - Colegio             |                                                  |                                  | Rivas-Vaciamadrid |      |
| 18873  | José Hierro - Av. Mario Vargas Llosa        |                                                  |                                  | Rivas-Vaciamadrid |      |
| 18874  | Av. Pablo Iglesias - Av. Mario Vargas Llosa | 330 334                                          |                                  | Rivas-Vaciamadrid |      |
| 13253  | Av. Pablo Iglesias - Jovellanos             | 330 331 334                                      |                                  | Rivas-Vaciamadrid |      |
| 13257  | Av. Pablo Iglesias - Rosa Montero           | 330                                              |                                  | Rivas-Vaciamadrid |      |
| 16063  | Miguel Gila - M. Vázquez Montalbán          | 1                                                |                                  | Rivas-Vaciamadrid |      |
| 13259  | Av. Pablo Iglesias - Juan Carlos Onetti     | 330 1                                            |                                  | Rivas-Vaciamadrid |      |
| 19187  | Av. Pablo Iglesias - Av. Aurelio Álvarez    | 330 1                                            |                                  | Rivas-Vaciamadrid |      |
| 21132  | Av. Levante - E. López Hernando             | 330                                              |                                  | Rivas-Vaciamadrid |      |
| 21048  | Av. Levante - Cementerio                    | 330 1                                            |                                  | Rivas-Vaciamadrid |      |
| 21049  | Av. Levante - Miquel Barceló                | 330 1                                            |                                  | Rivas-Vaciamadrid |      |
| 21051  | Av. Levante - Italia                        | 330 1                                            |                                  | Rivas-Vaciamadrid |      |
| 21038  | Av. Francia - Av. Levante                   |                                                  |                                  | Rivas-Vaciamadrid |      |
| 21045  | Av. Francia - Av. Campillo de San Isidro    |                                                  |                                  | Rivas-Vaciamadrid |      |
| 21046  | Miralrío - Av. Campillo                     |                                                  |                                  | Rivas-Vaciamadrid |      |
| 21041  | Miralrío - Av. Levante                      |                                                  |                                  | Rivas-Vaciamadrid |      |
| 21042  | Miralrío - Av. Cisne                        | 330 1                                            |                                  | Rivas-Vaciamadrid |      |
| 21043  | Miralrío - Piscina                          | 330 1                                            |                                  | Rivas-Vaciamadrid |      |
| 21044  | Av. Francia - Est. Rivas Vaciamadrid        | 330 336 337 1                                    | Rivas-Vaciamadrid                | Rivas-Vaciamadrid |      |

### Sentido Madrid
| Código | Parada                                      | Común con                                                         | Conexiones con Metro y Cercanías | Municipio         | Zona |
| ------ | ------------------------------------------- | ----------------------------------------------------------------- | -------------------------------- | ----------------- | ---- |
| 21044  | Av. Francia - Est. Rivas Vaciamadrid        | 330 336 337 1                                                     | Rivas-Vaciamadrid                | Rivas-Vaciamadrid |      |
| 21058  | Miralrío - San Isidro                       | 330 1                                                             |                                  | Rivas-Vaciamadrid |      |
| 21057  | Miralrío - Cisne                            | 330 1                                                             |                                  | Rivas-Vaciamadrid |      |
| 21056  | Miralrío - Lago Constanza                   |                                                                   |                                  | Rivas-Vaciamadrid |      |
| 21055  | Miralrío - Av. Campillo de San Isidro       |                                                                   |                                  | Rivas-Vaciamadrid |      |
| 21053  | Av. Francia - Av. Campillo de San Isidro    |                                                                   |                                  | Rivas-Vaciamadrid |      |
| 21052  | Av. Francia - Av. Levante                   |                                                                   |                                  | Rivas-Vaciamadrid |      |
| 21050  | Av. Levante - Fernando de Los Ríos          | 330 1                                                             |                                  | Rivas-Vaciamadrid |      |
| 21035  | Av. Levante - Cristina Iglesias             | 330 1                                                             |                                  | Rivas-Vaciamadrid |      |
| 21047  | Av. Levante - Cementerio                    | 330 1                                                             |                                  | Rivas-Vaciamadrid |      |
| 21131  | Av. Levante - E. López Hernando             | 330                                                               |                                  | Rivas-Vaciamadrid |      |
| 19188  | Av. Pablo Iglesias - Agustín Sánchez Millán | 330 1                                                             |                                  | Rivas-Vaciamadrid |      |
| 13258  | Av. Pablo Iglesias - Antonio Muñoz Molina   | 330 1                                                             |                                  | Rivas-Vaciamadrid |      |
| 16063  | Miguel Gila - M. Vázquez Montalbán          | 1                                                                 |                                  | Rivas-Vaciamadrid |      |
| 13256  | Av. Pablo Iglesias - Jovellanos             | 330 1                                                             |                                  | Rivas-Vaciamadrid |      |
| 13272  | Av. Pablo Iglesias - Orégano                | 330 331 334 1                                                     |                                  | Rivas-Vaciamadrid |      |
| 13274  | Av. Pablo Iglesias - Primavera              | 330 331 334 1                                                     |                                  | Rivas-Vaciamadrid |      |
| 21018  | Jorge Guillén - Av. José Hierro             |                                                                   |                                  | Rivas-Vaciamadrid |      |
| 13252  | Av. Francisco Quevedo - Policía Local       |                                                                   |                                  | Rivas-Vaciamadrid |      |
| 15504  | Av. Francisco Quevedo - Mariano Benlliure   |                                                                   |                                  | Rivas-Vaciamadrid |      |
| 16061  | Av. Francisco Quevedo - Av. Técnica         |                                                                   |                                  | Rivas-Vaciamadrid |      |
| 07529  | Mediterráneo-Santa Eugenia                  | 312 312A 313 326 331 333 334 336 337 339 341 351 352 353          | Santa Eugenia                    | Madrid            |      |
| 2613   | Mediterráneo-Democracia                     | 312 312A 313 326 331 333 334 336 337 339 341 351 352 353 63 145 E |                                  | Madrid            |      |
| 4283   | Mediterráneo-Fuente Carrantona              | 312 312A 313 326 331 333 334 336 337 339 341 351 352 353 145 E    |                                  | Madrid            |      |
| 3352   | Mediterráneo-Pío Felipe                     | 331 333 334 339 341 145 E                                         |                                  | Madrid            |      |
| 2611   | Mediterráneo-Arroyo Fontarrón               | 331 333 339 341 63 143 145 E                                      |                                  | Madrid            |      |
| 07433  | Av. Mediterráneo - Conde de Casal           | 331 333 334 336 337 339                                           | Conde de Casal                   | Madrid            |      |
| 50056  | Estación de Méndez Álvaro                   |                                                                   | Méndez Álvaro                    | Madrid            |      |